# Diz que É uma Espécie de Magazine
Diz que É uma Espécie de Magazine é um programa do quarteto Gato Fedorento, transmitido pela RTP1 entre 27 de agosto de 2006 e 16 de dezembro de 2007, tendo sido feito um especial para a passagem de ano para 2008.
O programa era transmitido aos Domingos após o Telejornal. O quarteto parodiava os assuntos mais delicados da semana, tais como política, religião, futebol, questões sociais e, até alguns temas internacionais; com improvisos teatrais e musica. Continha também o espaço Tesourinhos Deprimentes, em que eram criticados de forma sarcástica, trechos de programas antigos da RTP que, o grupo achava que tinham fraca qualidade.
Em Dezembro de 2007 foi lançado nas lojas um DVD duplo, de edição limitada, com os melhores momentos do programa, incluindo todos os Tesourinhos. 